# Hermann Bohle
Hermann Bohle (* 4. Oktober 1876 in Bergneustadt; † 12. Juli 1943 in Berlin) war ein deutscher promovierter Wissenschaftler und nationalsozialistischer Landesgruppenleiter.

## Leben und Wirken
Bohle war ein zuerst nach England ausgewanderter College-Lehrer und Elektroingenieur, der promovierte und habilitierte. Zum 1. Februar 1932 trat er der NSDAP bei (Mitgliedsnummer 824.502). Von 1932 bis 1934 war Bohle Landesgruppenleiter der NSDAP/AO in der Südafrikanischen Union. Im März 1935 wurde die Zentrale der AO von Hamburg nach Berlin verlegt. Sein Sohn Ernst Wilhelm Bohle, der jüngste Gauleiter im nationalsozialistischen Deutschland, den Joseph Goebbels in seinem Tagebuch am 7. November 1935 als „eine(n) unserer fähigsten Leute“ bezeichnete, war in Führungspositionen der AO aktiv. Die AO wurde in Berlin zu einer mächtigen Behörde. Sie hatte vor Kriegsanbruch angeblich über 800 Mitarbeiter. Nach dem Umzug der Bohles nach Berlin, kehrte auch Hermann Bohle aus Südafrika zurück. Bohle lebte als Professor in Berlin-Wilmersdorf, Düsseldorfer Straße 34. In dieser Funktion kandidierte er auf dem Wahlvorschlag der NSDAP auf dem Listenplatz Nr. 128 bei der Reichstagswahl am 29. März 1936. Bohle wurde jedoch nicht in den nationalsozialistischen Reichstag gewählt. Hermann Bohle fungierte ab 1938 als Präsident der in Berlin ansässigen Deutsch-Südafrikanischen Gesellschaft. 1938 war er Gauamtsleiter für Technik. Zeitweise war Bohle auch als Ordinarius für Elektrotechnik in Südafrika tätig.
Im Jahr 1941 erhielt er die Goethe-Medaille für Kunst und Wissenschaft.